# マルティン・ファン・メーレ
モーリス・フランソワ・アルフレッド・マルティン・ファン・メーレ（Maurice François Alfred Martin van Miële、1863年10月12日 - 1926年9月5日)は、筆名マルティン・ファン・メーレ（Martin van Maële）でよく知られており、20世紀初頭のフランスの文学のイラストレーター。彼は性愛文学の分野の作品でよく知られている。

## 家族関係
彼はフラマン人の母とフランス人の父（彼自身が彫刻家であり、後にジュネーヴの美術学校の教師でもある）から、ブローニュ＝ビヤンクールのコミューンで生まれた。
彼の筆名、マルティン・ファン・メーレは、母親の旧姓と父親の姓の組み合わせである。彼は時には別名義「A. Van Troizem」を使用した。
彼はマリー・フランシス・ジュネと結婚した。 夫婦には子供がいなかった。彼は1926年9月5日に62歳で死去し、ヴァレンヌ＝ジャルシーの墓地に葬られた。
1905年から1906年にかけてSociété parisienne d'éditionから出版されたフランス語に翻訳されたアーサー・コナン・ドイルの短編小説に50点以上のイラストを描いた。